# La Sixième Partie du monde
Pour plus de détails, voir Fiche technique et Distribution.
La Sixième Partie du monde (en russe : Шестая часть мира, Chestaya tchast mira selon la latinisation française), est un film muet soviétique réalisé par Dziga Vertov en 1926. Utilisant un style proche du documentaire, le film montre la diversité des peuples soviétiques dans les régions reculées d'URSS, ainsi que la richesse du territoire soviétique. En mettant l'accent sur la diversité soviétique, le film appelle à l'unification pour construire une « société socialiste complète ».
Les séquences du long métrage ont été filmées par huit équipes différentes travaillant pour Vertov, puis montées par Vertov lui-même et Elizaveta Svilova. Avec La Sixième Partie du monde et à La Onzième année (1928), Vertov peaufine le style qui lui est propre et qui a fait le succès de L'Homme à la caméra en 1929.

## Intentions de Vertov
Dans une interview donnée au Kino Magazine en août 1926, Vertov explique ses intentions : « La Sixième Partie du monde est plus qu'un simple film, plus que ce que l'on désigne habituellement par le terme de "film". La Sixième Partie du monde se situe au-delà des bornes du film d'actualités, de la comédie, ou du film d'artiste à succès ; c'est déjà l'étape suivante du concept de "cinéma". Notre slogan est le suivant : tous les citoyens de l'Union des républiques socialistes soviétiques âgés de 10 à 100 ans doivent voir cette œuvre. Au dixième anniversaire d'Octobre, il ne doit plus y avoir un seul Toungouse qui n'ait pas vu La Sixième Partie du monde ».
Le film suit le concept du « cinéma-vérité / ciné-œil » (kino-pravda / kino-glaz) cher à Vertov, qui consiste à montrer la réalité de tous les jours en filmant des scènes du quotidien, de manière objective (en théorie).

## Accueil
Le film a reçu de bonnes critiques de la Pravda. Louant les qualités du film, le magazine Sovetski ekran a affirmé : « Ces films nous révèlent que le cinéma russe a trouvé la bonne voie ». Cependant, d'importants critiques de cinéma se sont montrés moins séduits. Victor Chklovski a reproché au film d'être une simple fiction, tout comme Ippolit Sokolov qui a reproché au film d'être une « déformation des faits induite par le montage ».
Le film est resté très peu exploité par la propagande officielle, et Vertov a été renvoyé des Productions Sovkino en 1927, étant accusé d'avoir dépassé de trois fois le budget initial de 40 000 roubles (de fait, le film a coûté 80 000 roubles, soit deux fois le budget initial).